# Návrhový vzor Fluid Logic
Návrhový vzor Fluid Logic byl publikován v díle Real World Java EE Patterns vydané v roce 2009 Adamem Bienem. Jedná se o návrhový vzor využívající se při vývoji software, který do sebe musí implementovat prvky dynamických jazyků. Vzor byl navržen a je prezentován pomocí programovacího jazyka Java, který je spustitelný v prostředí JVM, stejně jako i mnoho nově vznikající dynamických jazyků.

## Důvody pro vznik návrhového vzoru
Java je statický jazyk zdůrazňující silné typování, proto je vhodná pro implementování dobře definované a stabilní business logiky. Tento programovací jazyk však není stavěný na algoritmy, které se často mění, protože každá změna aplikace vyžaduje její kompilaci a nové nasazení do produkčního prostředí.
Silné typování a statická podoba jazyka nese tudíž i negativa. Pro různé účely je lepší využít možností dynamických jazyků než jazyka Java. Těmito jazyky mohou být například JavaScript, Ruby nebo Python. V jazyce Java se nám jen stěží podaří interpretovat business logiku aplikace za jejím běhu. Mohli bychom využít různé nástroje, jako je například ANTLR (http://www.antlr.org/), a vytvořit si vlastní doménově specifický jazyk (DSL), který by byl zpracováván a interpretován za běhu programu. S vytvořením vlastního tímto DSL je však spojeno obrovské úsilí ohledně designu, testování a dokumentace.

## Výhody využití návrhového vzoru
- Program je navržen tak, že musí spustit některou svojí část business logicky dynamicky.
- Algoritmy, které se často mění je potřeba izolovat a nahrávat dynamicky bez toho, aby ovlivnily zbytek aplikace.
- Část business logiky může být změněna, aniž by se musel program kompilovat a znovu nasazovat do produkčního prostředí.
- Není potřeba realizovat náročný vývoj vlastního interpretu.
- Možnost snadného integrování skriptových komponent s programy běžícími na Java EE prostředí.

## Vytvoření návrhového vzoru
Problém s vložením vlastním skriptů, které by náš program mohl dynamicky zpracovávat byl vyřešen v Java 6 Standard Edition. V Java specifikaci označené jako JSR-223 (Scripting for the Java Platform) je navrženo vhodné API, které nám nabízí interakci s více než 100 skriptovacími jazyky. Je dokonce možné vložit java objekt do objektu ScriptEngine a učinit ho tak dostupným pro zpracování dynamickým jazykem. Inicializace samotného ScriptEngine vezme jen pár řádek kódu a je ukázána níže na příkladu. Použití skriptovacích jazyků není závislé na žádném prostředí a může být využito jak případech aplikací, které musí běžet v různých Java EE kontejnerech, tak v případech, kde postačuje nasazení platformy Java SE. Protože návrhový vzor úzce souvisí s Java Scripting API, tak proto podrobněji vysvětluji a ukazuji na příkladech jeho využití, aby bylo jasně patrné, čeho všeho lze implementováním vzoru Fluid Logic dosáhnout.

Třída Calculator, definovaná níže v kódu, je naprogramována tak, aby zpracovala výraz předaný jako parametr metodě calculate.
```
import
 
javax.script.Bindings
;

import
 
javax.script.ScriptContext
;

import
 
javax.script.ScriptEngine
;

import
 
javax.script.ScriptEngineManager
;

public
 
class
 
Calculator
 
{

    
private
 
static
 
final
 
String
 
ENGINE_NAME
 
=
 
"JavaScript"
;

    

    
private
 
ScriptEngine
 
scriptEngine
 
=
 
null
;

    

    
private
 
final
 
static
 
double
 
FIVE
 
=
 
5
;

    

    
public
 
Calculator
(){

        
initScripting
();

    
}

    

    
private
 
void
 
initScripting
(){

        
ScriptEngineManager
 
engineManager
 
=
 
new
 
ScriptEngineManager
();

        
this
.
scriptEngine
 
=
 
engineManager
.
getEngineByName
(
ENGINE_NAME
);

        
if
(
this
.
scriptEngine
 
==
 
null
){

            
throw
 
new
 
IllegalStateException
(
"Cannot create... "
 
+
 
ENGINE_NAME
);

        
}

    
}

    

    
public
 
Object
 
calculate
(
String
 
formula
){

        
Object
 
retVal
 
=
 
null
;

        
try
 
{

            
Bindings
 
binding
 
=
 
this
.
scriptEngine
.
createBindings
();

            
binding
.
put
(
"FIVE"
,
 
FIVE
);

            
this
.
scriptEngine
.
setBindings
(
binding
,
 
ScriptContext
.
GLOBAL_SCOPE
);

            
retVal
 
=
 
this
.
scriptEngine
.
eval
(
formula
);

        
}
 
catch
 
(
Exception
 
e
)
 
{

            
throw
 
new
 
IllegalStateException
(
"Cannot create... "
 
+
 
e
,
 
e
);

        
}

        
return
 
retVal
;

    
}

}

```

Nyní si ukážeme, jak třídu Calculator využít a spustit kód z JavaScript v Javě pomocí Java Scripting API. Můžete si všimnout, že při generování výrazu 2 * 2 * FIVE, jsme využili konstantu, kterou jsme si ve třídě Calculator nadefinovali a vložili do skriptového kontextu.
```
public
 
class
 
App
 
{

    
public
 
static
 
void
 
main
(
 
String
[]
 
args
 
){

        
Calculator
 
cal
 
=
 
new
 
Calculator
();

        
System
.
out
.
println
(
"Výsledek výpočtu je "
 
+
 

                           
cal
.
calculate
(
"2 * 2 * FIVE"
));

    
}

}

```

Jak jsme již napsali dříve, návrhový vzor Fluid Logic je vhodný zejména pro jeho možnost jednoduchého přemístění dynamického kódu nebo jeho změny. Kód může být nahrán z mnoha zdrojů. V další části si ukážeme, jak může být kód dynamicky nahrán ze souboru, jsou však možné i jiné varianty, například nahrání kódu uloženého v databázi nebo ze vzdáleného souboru umístěného na síti.

### Způsob nahrání kódu ze souboru
Nyní ukážu, jak je možné nahrát dynamicky kód ze souboru a nechat ho zpracovat pomocí Java Scripting API. Znovu se jedná o kód napsaný v JavaScriptu.
```
// Vytvoříme engine manager

ScriptEngineManager
 
engineManager
 
=
 
new
 
ScriptEngineManager
();

// Vytvoříme konkrétní JavaScript engine

ScriptEngine
 
scriptEngine
 
=
 
engineManager
.
getEngineByName
(
"JavaScript"
);

// Pomocí JavaScript enginu zpracujeme soubor s kódem

scriptEngine
.
eval
(
new
 
FileReader
(
"soubor.js"
));

```

### Zavolání konkrétní funkce
Další příklad nám ukazuje, jak je možné vytvořit metodu a poté jí opakovaně volat pomocí rozhraní Invocable.
```
String
 
script
 
=
 
"function hello(name) { print('Hello, ' + name); }"
;

scriptEngine
.
eval
(
script
);

// javax.script.Invocable je volitelné rozhraní.

// Před použitím musíme zkontrolovat, jestli náš engine rozhraní implementuje!

// JavaScript toto rozhraní implementuje.

Invocable
 
inv
 
=
 
(
Invocable
)
 
engine
;

// Zavolání funkce hello s parametrem name

inv
.
invokeFunction
(
"hello"
,
 
"Java Scripting API"
);

```

### Volání metod na objektech
Pokud námi zvolený dynamický jazyk podporuje objektově orientované programování, tak je možné využití objektů i pomocí Java Scripting API.
```
// Pomocí JavaScriptu vytvoříme objekt s metodou hello

String
 
script
 
=
 
"var obj = new Object();"
;
 

script
 
+=
 
"obj.hello = function(name) { print('Hello, ' + name); }"
;

        

scriptEngine
.
eval
(
script
);

Invocable
 
inv
 
=
 
(
Invocable
)
 
scriptEngine
;

// Získáme objekt, na kterém chceme volat metodu

Object
 
obj
 
=
 
scriptEngine
.
get
(
"obj"
);

// Zavoláme metodu "hello" na objektu "obj" s daným parametrem

inv
.
invokeMethod
(
obj
,
 
"hello"
,
 
"Java Scripting API"
 
);

```

### Implementace rozhraní
Další příklad nám ukáže jak můžeme vzít objekt ze skriptovacího jazyka a použít ho jako implementaci javovského rozhraní.
```
String
 
script
 
=
 
"var obj = new Object();"
;

script
 
+=
 
"obj.run = function() { println('run method called'); }"
;

        

scriptEngine
.
eval
(
script
);

Object
 
obj
 
=
 
scriptEngine
.
get
(
"obj"
);

Invocable
 
inv
 
=
 
(
Invocable
)
 
scriptEngine
;

// Získaný objekt vložíme jako implementaci "Runnable" rozhraní

Runnable
 
r
 
=
 
inv
.
getInterface
(
obj
,
 
Runnable
.
class
);

// Vytvoříme nové vlákno s implementací ze skriptovacího jazyka

Thread
 
th
 
=
 
new
 
Thread
(
r
);

th
.
start
();

```

### Využití java tříd ve skriptovacím jazyce
Poslední příklad ukazuje na využití javovských tříd ve skritovacím jazyce. Na příkladu je zdrojový kód z JavaScriptu, který následně lze snadno nahrát jako souboru a spustit ho. Výsledkem bude vytvoření okna a vypsání „hello“ na standardní výstup.
```
importPackage
(
java
.
awt
);

importClass
(
java
.
awt
.
Frame
);

var
 
frame
 
=
 
new
 
java
.
awt
.
Frame
(
"hello"
);

frame
.
setVisible
(
true
);

print
(
frame
.
title
);

```

## Další podporované dynamické jazyky
Příklad dalších podporovaných dynamických jazyků, které mají vytvořeny svůj ScriptEngine, tudíž mohou interpretovány a stát se tak součástí business logiky aplikace.

JRuby, Groovy, BeanShell, JACL, Jaskell, Java

Jawk, Jelly, JEXL, Javascript, Jython, OGNL

EEP, xPath, XSLT, Pnuts, Scheme, sl